# Evangelische Kirche (Jirkov)

Görkau, Evangelische Kirche

Die Evangelische Kirche war ein historisches Kirchengebäude in Jirkov (deutsch Görkau) am Fuße des Erzgebirges im nordböhmischen Verwaltungsbezirk Ústecký kraj in Tschechien. Der ab 1863 errichtete Kirchenbau wurde 1984 gesprengt.

## Geschichte
Die Reformation hatte bereits um die Mitte des 16. Jahrhunderts in der Region Fuß gefasst, so dass Bohuslav von Lobkowitz (seit 1570 Oberstlandrichter in Böhmen und Besitzer der Herrschaft Komotau) den Protestanten seines Herrschaftsgebiets im Schloss Rothenhaus einen der Dreifaltigkeit gewidmeten Betsaal, den sogenannten Lutherboden, zur Verfügung stellte. Zu Beginn des Dreißigjährigen Kriegs wurde nach der Schlacht am Weißen Berg 1620 die evangelische Gemeinde aufgelöst und ihre Mitglieder 1626 zur Annahme des katholischen Glaubens oder zur Emigration gezwungen. Erst mit dem Erlass des josephinischen Toleranzpatents von 1781 bildete sich in Görkau 1824 wieder, zunächst als Filial von Haber, eine eigene protestantische Gemeinde, die 1858 schließlich zur selbständigen Pfarrgemeinde erhoben wurde.
Mit Erlass des Protestantenpatents von 1861 durch Kaiser Franz Joseph I., das im Habsburgerreich die Gleichstellung des Protestantismus mit der katholischen Konfession bewirkte, konnte in den Jahren 1861 bis 1863 am nordöstlichen Stadtrand von Görkau eine evangelische Kirche gebaut werden. Finanzielle Unterstützung fand die Gemeinde seitens des Gustav-Adolf-Vereins, der die Errichtung evangelischer Kirchenbauten in katholisch dominierten Regionen zum Ziel hatte. Der in den Formen des in dieser Zeit häufig für evangelische Kirchenbauten verwendeten Rundbogenstils errichtete Kirchenbau war eine im Innern flachgedeckte Saalkirche über kreuzförmigem Grundriss mit übergiebeltem Mittelrisalit und eingestelltem Turm mit achtseitigem Steilhelm. Die Kirche besaß eine Orgel des Orgelbauers Friedrich Ladegast aus Weißenfels.
Nach dem Zweiten Weltkrieg wurde die Kirche zunächst der Tschechoslowakischen Hussitischen Kirche übergeben, die sie zuletzt als Lagerhalle benutzte. Der seit 1960 ungenutzte Kirchenbau wurde schließlich nach Jahrzehnten der Verwahrlosung am 27. April 1984 gesprengt.